# Girod (Allemagne)
Pour les articles homonymes, voir Girod.
Girod est une municipalité de la Verbandsgemeinde de Montabaur, dans l'arrondissement de Westerwald, en Rhénanie-Palatinat, dans l'ouest de l'Allemagne.